# Stenolophus maculatus
Stenolophus maculatus är en skalbaggsart som beskrevs av Leconte 1868. Stenolophus maculatus ingår i släktet Stenolophus och familjen jordlöpare. Inga underarter finns listade i Catalogue of Life.